# Tu m'aimes-tu ?
Tu m'aimes-tu? est une série télévisée québécoise en 13 épisodes de 23 minutes créée par Frédéric Blanchette et diffusée du 12 septembre au 5 décembre 2012 sur la Télévision de Radio-Canada.

## Synopsis
Fred vit une peine d'amour d'une amplitude incroyable depuis que son amoureuse Valérie l'a quitté. Dave, le meilleur ami de Fred, fera de son mieux pour épauler son ami mais il devra faire une place dans sa vie à son père, gravement malade, avec lequel il avait rompu tout lien. Quant à Mélanie,qui vient d'aménager au-dessus de chez Fred, la peine de ce dernier l'amènera à se poser des questions sur l'absence de sentiments amoureux dans sa vie. Ils devront, tous trois, retrouver leurs repères.

## Fiche technique
- Création et scénario : Steve Laplante et Frédéric Blanchette
- Réalisation : Podz
- Musique : FM Le Sieur
- Production : Diane England
- Production déléguée : Martine Allard
- Production exécutive : Michel Bissonnette, André Larin, Vincent Leduc, Brigitte Lemonde
- Société de production : Zone 3

## Distribution

### Personnages principaux
- Steve Laplante : David Lamontagne
- Sébastien Huberdeau : Frédéric Boudreault
- Frédéric Blanchette : Jean Bordeleau
- Isabelle Blais : Judith Lagueux
- Magalie Lépine-Blondeau : Mélanie Tousignant
- Bianca Gervais : Valérie Champagne

### Personnages secondaires
- Sarah Dagenais-Hakim : Jolie sportive
- Virginie Morin : Catherine (groupe d’entraide)
- Guy Thauvette : Gilles (père de Dave)
- Rosalie Moreau : Avril Lagueux Lamontagne
- Éric Bruneau : Thomas Landreville

## Commentaires
Le 5 décembre 2012, Radio-Canada a décidé de ne pas renouveler la série en raison des audiences décevantes.